# Scinax crospedospilus
Scinax crospedospilus är en groddjursart som först beskrevs av Lutz 1925.  Scinax crospedospilus ingår i släktet Scinax och familjen lövgrodor. IUCN kategoriserar arten globalt som livskraftig. Inga underarter finns listade i Catalogue of Life.